# Joachim Daniel Andreas Müller

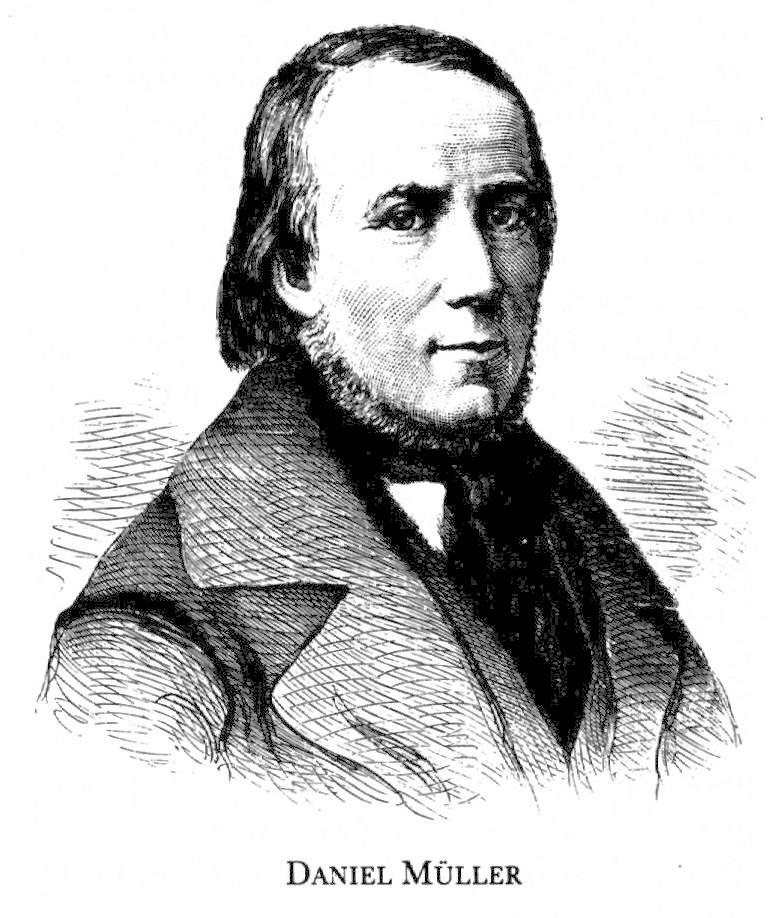
Daniel Müller

Joachim Daniel Andreas Müller, auch Daniel Andreas Joachim Müller, Rufname Daniel Müller (* 7. September 1812 in Stralsund; † 18. September 1857 in Uppsala) war ein schwedischer Gärtner und Schriftsteller.

## Leben

### Herkunft, Beruf und Familie
Geboren wurde Müller in Stralsund im damaligen Schwedisch-Pommern. Sein Großvater stammte aus dem schwedischen Schonen und war als „Leutnant Möller“ nach Pommern gekommen. Sein Vater war erfolgreicher Handelsgärtner und hatte den Familiennamen in Müller geändert. Daniel Müller besuchte das Gymnasium und begann danach im Alter von 17 Jahren eine Lehre im Betrieb seines Vaters.
Zwischen 1836 und 1838 besuchte er Vorlesungen von Christian Friedrich Hornschuch an der Universität Greifswald. Dort freundete er sich mit Ferdinand Jühlke an. Im Botanischen Garten der Universität absolvierte er eine zweite Lehre, nach der ihm Hornschuch die gärtnerische Leitung des Gartens übertrug. Als einer der Nachfolger von Carl von Linné wurde ihm auf Empfehlung von Hornschuch 1839 die Stelle des botanischen Gärtners an der Universität Uppsala übertragen. Neben seinen gärtnerischen und botanischen Kenntnissen sprachen für eine Besetzung der Stelle mit Müller seine Sprachkenntnisse sowohl in Deutsch als auch in Schwedisch. Damit wirkte er in den folgenden Jahren als Bindeglied der gärtnerischen Forschung zwischen beiden Ländern und veröffentlichte zahlreiche Aufsätze in Fachzeitschriften beider Sprachen.
Vor seiner Abreise hatte er, da ihm seine Stellung in Uppsala die Ernährung einer Familie ermöglichte, was für einen Gärtner zu der Zeit oft schwierig war, die Lehrertochter Clarissa Louise Nernst (1808–1878) aus Rügen geheiratet. Mit ihr führte er ein erfülltes Familienleben und übernahm die Verantwortung für drei Pflegekinder. Nach Problemen mit dem Leiter des Gartens kündigte Müller nach zwei Jahren und wechselte zum gerade gegründeten „Schwedischen Gartenbauverein“ nach Stockholm als Lehrer der neugegründeten Gärtnermeisterschule und Gärtner des Vereinsgartens. Er war dort verantwortlich für Pflanzversuche und organisierte Ausstellungen. Die Gewächshäuser plante er. Sein Wirken war so erfolgreich, dass der Verein ab 1844 vom schwedischen Staat unterstützt wurde. Müller selbst bildete sich auch mit Reisen nach Deutschland, Dänemark und 1846 mit Unterstützung des schwedischen Königshauses zu einer der damaligen Hochburgen des Gartenbaus nach Sankt Petersburg weiter.
Auf Vorschlag von Ferdinand Jühlke wurde er 1848 Ehrenmitglied im „Gartenbauverein für Neuvorpommern und Rügen“. Im selben Jahr war er an der Gründung der „Stockholmer Gartengesellschaft“ beteiligt und wurde Gründungsvorsitzender. Ebenfalls 1848 erschien sein dreibändiges Werk Trädgårdsskötsel (‚Gartenkunst‘) mit dem Untertitel Anweisung, Gärten anzulegen und zu pflegen. Dieses erschien in mehreren Auflagen noch nach seinem Tod und war das einflussreichste schwedische Gartenbaubuch seiner Zeit. 1849 eröffnete er mit der „Charlottenburgs handelsträdgård“ in Reimersholme die erste schwedische Handelsgärtnerei. Nachdem Elias Magnus Fries den Lehrstuhl für Botanik an der Universität Uppsala erhalten hatte und damit auch Leiter des Botanischen Gartens geworden war, veranlasste dieser Daniel Müller, als botanischer Gärtner wieder an die Universität zurückzukehren. Daraufhin vergrößerte sich der Bestand auf 8000 bis 9000 verschiedene Pflanzenarten, die dort kultiviert wurden. Müller legte auch im Auftrag der „Ökonomischen Gesellschaft“ eine zwei Hektar große Baumschule für Obst- und Ziergehölze südlich des Botanischen Gartens an. Für diese erhielt er die Goldmedaille der Ökonomischen Gesellschaft. Auf dem Baumschulgelände wurden dann die Absolventen der Lehrerbildung unterrichtet. 1856 entwarf er den Plan eines Botanischen Gartens in Visby.
1854 trat Müller eine Seereise an, um eine Brusterkrankung zu kurieren. 1857 verstarb er, wie auch die meisten seiner Mitarbeiter am Botanischen Garten, während einer Choleraepidemie in Uppsala. Er wurde auf dem alten Friedhof Uppsala bestattet. Sein durch eine Spendensammlung von Freunden und ehemaligen Lehrlingen bezahlter Grabstein steht dort noch heute. 1874 wurde von Freunden der „Daniel Müller stipendiefond“ gegründet, ein von der Stockholmer Gärtnergesellschaft verwalteter Stipendienfonds. Mit diesem sollten Gärtnern Reisestipendien ermöglicht werden.

### Schriftstellerisches Wirken und Rezeption
Schon als Jugendlicher hatte Daniel Müller begonnen, Gedichte zu schreiben und sich mit Gleichgesinnten auszutauschen. Er sah in seinem gärtnerischen Handeln auch eine Möglichkeit, die Welt zu verbessern. 1844 gab er, gedacht nur für Freunde und Bekannte, gemeinsam mit seiner Frau einen Gedichtband heraus. 1855 wohnte die Dichterin Thekla Knös (1815–1888) nach dem Tod ihrer Mutter einige Zeit bei ihm. Diese besuchte gemeinsam mit Fredrika Bremer Vorlesungen von Elias Fries. Gemeinsam mit den Frauen veröffentlichte Müller die Gedichtbände Fyrväplingen – vers och prosa (‚Vierblättriges Kleeblatt – Vers und Prosa‘) und Konvaljerna – en sago-krans (‚Maiglöckchen – Ein Sagenkranz‘). Müllers Gedichte kreisten um wenige Themen. Es ging um die Liebe zu seiner Frau und die Lebendigkeit der Pflanzenwelt und auf der anderen Seite um verlorene Heimat, Tod und Ewigkeit. Joachim Schnitter hält Müllers Romantik für echt und sieht seine Prosa auch in den gartenbaulichen Fachartikeln mitwirken. Müller lebte vor der Beschreibung der Evolutionstheorie und fokussierte sein Denken auf die „moralischen“ Folgerungen aus einer Natur, die auch ohne den Menschen auskommen könne. Er sah in der Natur und Pflanzenwelt eine gottgewollte Entwicklung, in welche der Mensch als „Kultivator“ eingreifen dürfe.
Vor diesem Hintergrund engagierte er sich auch in der damaligen Debatte, Gartenbau als Unterrichtsfach einzuführen. Er sah im Gartenbau eine Möglichkeit, „moralisch“ auf die Landbevölkerung einzuwirken, und sah in dessen allgemeiner Verbreitung und der damit verbundenen Beschäftigung mit „schönen Pflanzen“ sogar eine Möglichkeit, den Alkoholismus einzudämmen.